# Liste des représentants des États-Unis pour le Wisconsin
Depuis le recensement de 2000, le Wisconsin élit huit membres de la Chambre des représentants des États-Unis.

## Délégation au (2023-2025)

Carte des districts du Wisconsin depuis 2013.

## Délégation au118econgrès(2023-2025)
| District | Nom | Nom                 | Nom | Début du mandat                             | Parti       |
| -------- | --- | ------------------- | --- | ------------------------------------------- | ----------- |
| 1        |     | Bryan Steil         |     | 3 janvier 2019                              | Républicain |
| 2        |     | Mark Pocan          |     | 3 janvier 2013 (12 ans, 2 mois et 10 jours) | Démocrate   |
| 3        |     | Derrick Van Orden   |     | 3 janvier 2023 (2 ans, 2 mois et 10 jours)  | Républicain |
| 4        |     | Gwen Moore          |     | 3 janvier 2005 (20 ans, 2 mois et 10 jours) | Démocrate   |
| 5        |     | Scott L. Fitzgerald |     | 3 janvier 2021 (4 ans, 2 mois et 10 jours)  | Républicain |
| 6        |     | Glenn Grothman      |     | 3 janvier 2015 (10 ans, 2 mois et 10 jours) | Républicain |
| 7        |     | Tom Tiffany         |     | 19 mai 2020 (4 ans, 9 mois et 22 jours)     | Républicain |
| 8        |     | Mike Gallagher      |     | 3 janvier 2017 (8 ans, 2 mois et 10 jours)  | Républicain |

## Délégations historiques

### De 1847 à 1863
Lorsque le Wisconsin devient un État en 1847, il élit deux représentants. Il gagne un troisième élu en 1849.
| Congrès         | 1er district               | 2e district                 | 3e district                   |
| --------------- | -------------------------- | --------------------------- | ----------------------------- |
| 30e (1847-1849) | William P. Lynde (en) (D)  | Mason C. Darling (en) (D)   |                               |
| 31e (1849-1851) | Charles Durkee (en) (FS)   | Orsamus Cole (en) (W)       | James Duane Doty (D)          |
| 32e (1851-1853) | Charles Durkee (en) (FS)   | Ben C. Eastman (en) (D)     | James Duane Doty (D)          |
| 33e (1853-1855) | Daniel Wells, Jr. (en) (D) | Ben C. Eastman (en) (D)     | John B. Macy (en) (D)         |
| 34e (1855-1857) | Daniel Wells, Jr. (en) (D) | Cadwallader C. Washburn (R) | Charles Billinghurst (en) (R) |
| 35e (1857-1859) | John F. Potter (en) (R)    | Cadwallader C. Washburn (R) | Charles Billinghurst (en) (R) |
| 36e (1859-1861) | John F. Potter (en) (R)    | Cadwallader C. Washburn (R) | Charles H. Larrabee (en) (D)  |
| 37e (1861-1863) | John F. Potter (en) (R)    | Luther Hanchett (en) (R)    | A. Scott Sloan (en) (R)       |
| 37e (1861-1863) | John F. Potter (en) (R)    | Walter D. McIndoe (en) (R)  | A. Scott Sloan (en) (R)       |

### De 1863 à 1893
Après le recensement des États-Unis de 1860, le Wisconsin compte six représentants. Ce chiffre va progressivement augmenter pour atteindre 9 sièges en 1883.
| 38e (1863-1865)       | James S. Brown (en) (D)     | Ithamar Sloan (en) (R)          | Amasa Cobb (en) (R)               | Charles A. Eldredge (en) (D)  | Ezra Wheeler (en) (D)              | Walter D. McIndoe (en) (R)   |                              |                              |                           |
| 39e (1865-1867)       | Halbert E. Paine (en) (R)   | Ithamar Sloan (en) (R)          | Amasa Cobb (en) (R)               | Charles A. Eldredge (en) (D)  | Philetus Sawyer (en) (R)           | Walter D. McIndoe (en) (R)   |                              |                              |                           |
| 40e (1867-1869)       | Halbert E. Paine (en) (R)   | Benjamin F. Hopkins (en) (R)    | Amasa Cobb (en) (R)               | Charles A. Eldredge (en) (D)  | Philetus Sawyer (en) (R)           | Cadwallader C. Washburn (R)  |                              |                              |                           |
| 41e (1869-1871)       | Halbert E. Paine (en) (R)   | Benjamin F. Hopkins (en) (R)    | Amasa Cobb (en) (R)               | Charles A. Eldredge (en) (D)  | Philetus Sawyer (en) (R)           | Cadwallader C. Washburn (R)  |                              |                              |                           |
| David Atwood (en) (R) | Halbert E. Paine (en) (R)   |                                 | Amasa Cobb (en) (R)               | Charles A. Eldredge (en) (D)  | Philetus Sawyer (en) (R)           | Cadwallader C. Washburn (R)  |                              |                              |                           |
| 42e (1871-1873)       | Alexander Mitchell (en) (D) | Gerry Whiting Hazelton (en) (R) | J. Allen Barber (en) (R)          | Charles A. Eldredge (en) (D)  | Philetus Sawyer (en) (R)           | Jeremiah McLain Rusk (R)     |                              |                              |                           |
| 43e (1873-1875)       | Halbert E. Paine (en) (R)   | Gerry Whiting Hazelton (en) (R) | J. Allen Barber (en) (R)          | Alexander Mitchell (en) (D)   | Charles Augustus Eldredge (en) (D) | Philetus Sawyer (en) (R)     | Jeremiah Rusk (en) (R)       | Alexander S. McDill (en) (R) |                           |
| 44e (1875-1877)       | Halbert E. Paine (en) (R)   | Lucien B. Caswell (en) (R)      | Henry S. Magoon (en) (R)          | William Pitt Lynde (en) (D)   | Samuel D. Burchard (en) (D)        | Alanson M. Kimball (en) (R)  | Jeremiah Rusk (en) (R)       | George W. Cate (en) (D)      |                           |
| 45e (1877-1879)       | Halbert E. Paine (en) (R)   | Lucien B. Caswell (en) (R)      | George Cochrane Hazelton (en) (R) | William Pitt Lynde (en) (D)   | Edward S. Bragg (en) (D)           | Gabriel Bouck (en) (D)       | Herman L. Humphrey (en) (R)  | Thaddeus C. Pound (en) (R)   |                           |
| 46e (1879-1881)       | Halbert E. Paine (en) (R)   | Lucien B. Caswell (en) (R)      | George Cochrane Hazelton (en) (R) | Peter V. Deuster (en) (D)     | Edward S. Bragg (en) (D)           | Gabriel Bouck (en) (D)       | Herman L. Humphrey (en) (R)  | Thaddeus C. Pound (en) (R)   |                           |
| 47e (1881-1883)       | Halbert E. Paine (en) (R)   | Lucien B. Caswell (en) (R)      | George Cochrane Hazelton (en) (R) | Peter V. Deuster (en) (D)     | Edward S. Bragg (en) (D)           | Richard W. Guenther (en) (R) | Herman L. Humphrey (en) (R)  | Thaddeus C. Pound (en) (R)   |                           |
| 48e (1883-1885)       | John Winans (en) (D)        | Daniel H. Sumner (en) (D)       | Burr W. Jones (en) (D)            | Peter V. Deuster (en) (D)     | Joseph Rankin (en) (D)             | Richard W. Guenther (en) (R) | Gilbert M. Woodward (en) (D) | William T. Price (en) (R)    | Isaac Stephenson (en) (R) |
| 49e (1885-1887)       | Lucien Caswell (en) (R)     | Edward S. Bragg (en) (D)        | Robert M. La Follette (R)         | Isaac W. Van Schaick (en) (R) | Joseph Rankin (en) (D)             | Richard W. Guenther (en) (R) | Ormsby B. Thomas (en) (R)    | William T. Price (en) (R)    | Isaac Stephenson (en) (R) |
| 49e (1885-1887)       | Lucien Caswell (en) (R)     | Edward S. Bragg (en) (D)        | Robert M. La Follette (R)         | Isaac W. Van Schaick (en) (R) | Thomas R. Hudd (en) (D)            | Richard W. Guenther (en) (R) | Ormsby B. Thomas (en) (R)    | Hugh H. Price (en) (R)       | Isaac Stephenson (en) (R) |
| 50e (1887-1889)       | Lucien Caswell (en) (R)     | Richard W. Guenther (en) (R)    | Robert M. La Follette (R)         | Henry Smith (en) (UL)         | Thomas R. Hudd (en) (D)            | Charles B. Clark (en) (R)    | Ormsby B. Thomas (en) (R)    | Nils P. Haugen (en) (R)      | Isaac Stephenson (en) (R) |
| 51e (1889-1891)       | Lucien Caswell (en) (R)     | Charles Barwig (en) (D)         | Robert M. La Follette (R)         | Isaac W. Van Schaick (en) (R) | George H. Brickner (en) (D)        | Charles B. Clark (en) (R)    | Ormsby B. Thomas (en) (R)    | Nils P. Haugen (en) (R)      | Myron H. McCord (en) (R)  |
| 52e (1891-1893)       | Clinton Babbitt (en) (D)    | Charles Barwig (en) (D)         | Allen R. Bushnell (en) (D)        | John L. Mitchell (en) (D)     | George H. Brickner (en) (D)        | Lucas M. Miller (en) (D)     | Frank P. Coburn (en) (D)     | Nils P. Haugen (en) (R)      | Thomas Lynch (en) (D)     |

### De 1893 à 1933
À partir de 1893, l'État élit 10 représentants. Un 11e siège est créé après le recensement de 1900.
| Congrès                 | 1er district                 | 2e district                   | 3e district                | 4e district                | 5e district                  | 6e district                 | 7e district                  | 8e district                | 9e district                 | 10e district            | 11e district             |
| ----------------------- | ---------------------------- | ----------------------------- | -------------------------- | -------------------------- | ---------------------------- | --------------------------- | ---------------------------- | -------------------------- | --------------------------- | ----------------------- | ------------------------ |
| 53e (1893-1895)         | Henry A. Cooper (en) (R)     | Charles Barwig (en) (D)       | Joseph W. Babcock (en) (R) | Peter J. Somers (en) (D)   | George H. Brickner (en) (D)  | Owen A. Wells (en) (D)      | George B. Shaw (en) (R)      | Lyman E. Barnes (en) (D)   | Thomas Lynch (en) (D)       | Nils P. Haugen (en) (R) |                          |
| 53e (1893-1895)         | Henry A. Cooper (en) (R)     | Charles Barwig (en) (D)       | Joseph W. Babcock (en) (R) | Peter J. Somers (en) (D)   | George H. Brickner (en) (D)  | Owen A. Wells (en) (D)      | Michael Griffin (en) (R)     | Lyman E. Barnes (en) (D)   | Thomas Lynch (en) (D)       | Nils P. Haugen (en) (R) |                          |
| 54e (1895-1897)         | Henry A. Cooper (en) (R)     | Edward Sauerhering (en) (R)   | Joseph W. Babcock (en) (R) | Theobald Otjen (en) (R)    | Samuel S. Barney (en) (R)    | Samuel A. Cook (en) (R)     | Edward S. Minor (en) (R)     | Alexander Stewart (en) (R) | John J. Jenkins (en) (R)    |                         |                          |
| 55e (1897-1899)         | Henry A. Cooper (en) (R)     | Edward Sauerhering (en) (R)   | Joseph W. Babcock (en) (R) | Theobald Otjen (en) (R)    | Samuel S. Barney (en) (R)    | James H. Davidson (en) (R)  | Edward S. Minor (en) (R)     | Alexander Stewart (en) (R) | John J. Jenkins (en) (R)    |                         |                          |
| 56e (1899-1901)         | Henry A. Cooper (en) (R)     | Herman B. Dahle (en) (R)      | Joseph W. Babcock (en) (R) | Theobald Otjen (en) (R)    | Samuel S. Barney (en) (R)    | James H. Davidson (en) (R)  | Edward S. Minor (en) (R)     | Alexander Stewart (en) (R) | John J. Jenkins (en) (R)    | John J. Esch (en) (R)   |                          |
| 57e (1901-1903)         | Henry A. Cooper (en) (R)     | Herman B. Dahle (en) (R)      | Joseph W. Babcock (en) (R) | Theobald Otjen (en) (R)    | Samuel S. Barney (en) (R)    | James H. Davidson (en) (R)  | Edward S. Minor (en) (R)     | Webster E. Brown (en) (R)  | John J. Jenkins (en) (R)    | John J. Esch (en) (R)   |                          |
| 58e (1903-1905)         | Henry A. Cooper (en) (R)     | Henry Cullen Adams (R)        | Joseph W. Babcock (en) (R) | Theobald Otjen (en) (R)    | William H. Stafford (en) (R) | Charles H. Weisse (en) (D)  | James H. Davidson (en) (R)   | Edward S. Minor (en) (R)   | Webster E. Brown (en) (R)   | John J. Esch (en) (R)   | John J. Jenkins (en) (R) |
| 59e (1905-1907)         | Henry A. Cooper (en) (R)     | Henry Cullen Adams (R)        | Joseph W. Babcock (en) (R) | Theobald Otjen (en) (R)    | William H. Stafford (en) (R) | Charles H. Weisse (en) (D)  | James H. Davidson (en) (R)   | Edward S. Minor (en) (R)   | Webster E. Brown (en) (R)   | John J. Esch (en) (R)   | John J. Jenkins (en) (R) |
| John M. Nelson (en) (R) | Henry A. Cooper (en) (R)     |                               | Joseph W. Babcock (en) (R) | Theobald Otjen (en) (R)    | William H. Stafford (en) (R) | Charles H. Weisse (en) (D)  | James H. Davidson (en) (R)   | Edward S. Minor (en) (R)   | Webster E. Brown (en) (R)   | John J. Esch (en) (R)   | John J. Jenkins (en) (R) |
| 60e (1907-1909)         | Henry A. Cooper (en) (R)     | James William Murphy (en) (D) | William J. Cary (en) (R)   | Gustav Küstermann (en) (R) | William H. Stafford (en) (R) | Charles H. Weisse (en) (D)  | James H. Davidson (en) (R)   | Elmer A. Morse (en) (R)    |                             | John J. Esch (en) (R)   | John J. Jenkins (en) (R) |
| 61e (1909-1911)         | Henry A. Cooper (en) (R)     | Arthur W. Kopp (en) (R)       | William J. Cary (en) (R)   | Gustav Küstermann (en) (R) | William H. Stafford (en) (R) | Charles H. Weisse (en) (D)  | James H. Davidson (en) (R)   | Elmer A. Morse (en) (R)    | Irvine Lenroot (en) (R)     | John J. Esch (en) (R)   |                          |
| 62e (1911-1913)         | Henry A. Cooper (en) (R)     | Arthur W. Kopp (en) (R)       | William J. Cary (en) (R)   | Victor L. Berger (en) (S)  | Michael E. Burke (en) (D)    | Thomas F. Konop (en) (D)    | James H. Davidson (en) (R)   | Elmer A. Morse (en) (R)    | Irvine Lenroot (en) (R)     | John J. Esch (en) (R)   |                          |
| 63e (1913-1915)         | Henry A. Cooper (en) (R)     | Charles Barwig (en) (D)       | William J. Cary (en) (R)   | John M. Nelson (en) (R)    | William H. Stafford (en) (R) | Thomas F. Konop (en) (D)    | Michael K. Reilly (en) (D)   | Edward E. Browne (en) (R)  | Irvine Lenroot (en) (R)     | John J. Esch (en) (R)   | James A. Frear (en) (R)  |
| 64e (1915-1917)         | Henry A. Cooper (en) (R)     | Charles Barwig (en) (D)       | William J. Cary (en) (R)   | John M. Nelson (en) (R)    | William H. Stafford (en) (R) | Thomas F. Konop (en) (D)    | Michael K. Reilly (en) (D)   | Edward E. Browne (en) (R)  | Irvine Lenroot (en) (R)     | John J. Esch (en) (R)   | James A. Frear (en) (R)  |
| 65e (1917-1919)         | Henry A. Cooper (en) (R)     | Edward Voigt (en) (R)         | William J. Cary (en) (R)   | John M. Nelson (en) (R)    | William H. Stafford (en) (R) | James H. Davidson (en) (R)  | David G. Classon (en) (R)    | Edward E. Browne (en) (R)  | Irvine Lenroot (en) (R)     | John J. Esch (en) (R)   | James A. Frear (en) (R)  |
| 65e (1917-1919)         | Henry A. Cooper (en) (R)     | Edward Voigt (en) (R)         | William J. Cary (en) (R)   | John M. Nelson (en) (R)    | William H. Stafford (en) (R) | Florian Lampert (en) (R)    | David G. Classon (en) (R)    | Edward E. Browne (en) (R)  | Adolphus P. Nelson (en) (R) | John J. Esch (en) (R)   | James A. Frear (en) (R)  |
| 66e (1919-1921)         | Clifford E. Randall (en) (R) | Edward Voigt (en) (R)         | James G. Monahan (en) (R)  | John C. Kleczka (en) (R)   | Vacant                       | Florian Lampert (en) (R)    | David G. Classon (en) (R)    | Edward E. Browne (en) (R)  | Adolphus P. Nelson (en) (R) | John J. Esch (en) (R)   | James A. Frear (en) (R)  |
| 67e (1921-1923)         | Henry A. Cooper (en) (R)     | Edward Voigt (en) (R)         | John M. Nelson (en) (R)    | John C. Kleczka (en) (R)   | William H. Stafford (en) (R) | Florian Lampert (en) (R)    | David G. Classon (en) (R)    | Edward E. Browne (en) (R)  | Adolphus P. Nelson (en) (R) | Joseph D. Beck (en) (R) | James A. Frear (en) (R)  |
| 68e (1923-1925)         | Henry A. Cooper (en) (R)     | Edward Voigt (en) (R)         | John M. Nelson (en) (R)    | John C. Schafer (en) (R)   | Victor L. Berger (en) (S)    | Florian Lampert (en) (R)    | George J. Schneider (en) (R) | Edward E. Browne (en) (R)  | Hubert H. Peavey (en) (R)   | Joseph D. Beck (en) (R) | James A. Frear (en) (R)  |
| 69e (1925-1927)         | Henry A. Cooper (en) (R)     | Edward Voigt (en) (R)         | John M. Nelson (en) (R)    | John C. Schafer (en) (R)   | Victor L. Berger (en) (S)    | Florian Lampert (en) (R)    | George J. Schneider (en) (R) | Edward E. Browne (en) (R)  | Hubert H. Peavey (en) (R)   | Joseph D. Beck (en) (R) | James A. Frear (en) (R)  |
| 70e (1927-1929)         | Henry A. Cooper (en) (R)     | Charles A. Kading (en) (R)    | John M. Nelson (en) (R)    | John C. Schafer (en) (R)   | Victor L. Berger (en) (S)    | Florian Lampert (en) (R)    | George J. Schneider (en) (R) | Edward E. Browne (en) (R)  | Hubert H. Peavey (en) (R)   | Joseph D. Beck (en) (R) | James A. Frear (en) (R)  |
| 71e (1929-1931)         | Henry A. Cooper (en) (R)     | Charles A. Kading (en) (R)    | John M. Nelson (en) (R)    | John C. Schafer (en) (R)   | William H. Stafford (en) (R) | Florian Lampert (en) (R)    | George J. Schneider (en) (R) | Edward E. Browne (en) (R)  | Hubert H. Peavey (en) (R)   | Merlin Hull (en) (R)    | James A. Frear (en) (R)  |
| 71e (1929-1931)         | Henry A. Cooper (en) (R)     | Charles A. Kading (en) (R)    | John M. Nelson (en) (R)    | John C. Schafer (en) (R)   | William H. Stafford (en) (R) | Michael K. Reilly (en) (D)  | George J. Schneider (en) (R) | Edward E. Browne (en) (R)  | Hubert H. Peavey (en) (R)   | Merlin Hull (en) (R)    | James A. Frear (en) (R)  |
| 72e (1931-1933)         | Thomas R. Amlie (en) (R)     | Charles A. Kading (en) (R)    | John M. Nelson (en) (R)    | John C. Schafer (en) (R)   | William H. Stafford (en) (R) | Gardner R. Withrow (en) (R) | George J. Schneider (en) (R) | Gerald J. Boileau (en) (R) | Hubert H. Peavey (en) (R)   |                         | James A. Frear (en) (R)  |

### De 1933 à 1973
Le recensement de 1930 conduit à la suppression du 11e siège de représentant du Wisconsin.
| Congrès         | 1er district                         | 2e district                     | 3e district                   | 4e district                    | 5e district              | 6e district                  | 7e district                | 8e district                  | 9e district                 | 10e district                 |
| --------------- | ------------------------------------ | ------------------------------- | ----------------------------- | ------------------------------ | ------------------------ | ---------------------------- | -------------------------- | ---------------------------- | --------------------------- | ---------------------------- |
| 73e (1933-1935) | George Washington Blanchard (en) (R) | Charles W. Henney (en) (D)      | Gardner R. Withrow (en) (R)   | Raymond Joseph Cannon (en) (D) | Thomas O'Malley (en) (D) | Michael K. Reilly (en) (D)   | Gerald J. Boileau (en) (R) | James F. Hughes (en) (D)     | James A. Frear (en) (R)     | Hubert H. Peavey (en) (R)    |
| 74e (1935-1937) | Thomas R. Amlie (en) (P)             | Harry Sauthoff (en) (P)         | Gardner R. Withrow (en) (P)   | Raymond Joseph Cannon (en) (D) | Thomas O'Malley (en) (D) | Michael K. Reilly (en) (D)   | Gerald J. Boileau (en) (P) | George J. Schneider (en) (P) | Merlin Hull (en) (P)        | Bernard J. Gehrmann (en) (P) |
| 75e (1937-1939) | Thomas R. Amlie (en) (P)             | Harry Sauthoff (en) (P)         | Gardner R. Withrow (en) (P)   | Raymond Joseph Cannon (en) (D) | Thomas O'Malley (en) (D) | Michael K. Reilly (en) (D)   | Gerald J. Boileau (en) (P) | George J. Schneider (en) (P) | Merlin Hull (en) (P)        | Bernard J. Gehrmann (en) (P) |
| 76e (1939-1941) | Stephen Bolles (en) (R)              | Charles Hawks, Jr. (en) (R)     | Harry W. Griswold (en) (R)    | John C. Schafer (en) (R)       | Lewis D. Thill (en) (R)  | Frank B. Keefe (en) (R)      | Reid F. Murray (en) (R)    | Joshua L. Johns (en) (R)     | Merlin Hull (en) (P)        | Bernard J. Gehrmann (en) (P) |
| 77e (1941-1943) | Stephen Bolles (en) (R)              | Harry Sauthoff (en) (P)         | William H. Stevenson (en) (R) | Thaddeus Wasielewski (en) (D)  | Lewis D. Thill (en) (R)  | Frank B. Keefe (en) (R)      | Reid F. Murray (en) (R)    | Joshua L. Johns (en) (R)     | Merlin Hull (en) (P)        | Bernard J. Gehrmann (en) (P) |
| 77e (1941-1943) | Lawrence H. Smith (en) (R)           | Harry Sauthoff (en) (P)         | William H. Stevenson (en) (R) | Thaddeus Wasielewski (en) (D)  | Lewis D. Thill (en) (R)  | Frank B. Keefe (en) (R)      | Reid F. Murray (en) (R)    | Joshua L. Johns (en) (R)     | Merlin Hull (en) (P)        | Bernard J. Gehrmann (en) (P) |
| 78e (1943-1945) | Howard J. McMurray (en) (D)          | Harry Sauthoff (en) (P)         | William H. Stevenson (en) (R) | Thaddeus Wasielewski (en) (D)  | Lavern Dilweg (en) (D)   | Frank B. Keefe (en) (R)      | Reid F. Murray (en) (R)    | Alvin O'Konski (en) (R)      | Merlin Hull (en) (P)        |                              |
| 79e (1945-1947) | Robert Kirkland Henry (en) (R)       | Andrew Biemiller (en) (D)       | William H. Stevenson (en) (R) | Thaddeus Wasielewski (en) (D)  | John W. Byrnes (en) (R)  | Frank B. Keefe (en) (R)      | Reid F. Murray (en) (R)    | Alvin O'Konski (en) (R)      | Merlin Hull (en) (P)        |                              |
| 80e (1947-1949) | Glenn Robert Davis (en) (R)          | John C. Brophy (en) (R)         | William H. Stevenson (en) (R) | Charles J. Kersten (en) (R)    | John W. Byrnes (en) (R)  | Frank B. Keefe (en) (R)      | Reid F. Murray (en) (R)    | Alvin O'Konski (en) (R)      | Merlin Hull (en) (R)        |                              |
| 81e (1959-1951) | Glenn Robert Davis (en) (R)          | Gardner R. Withrow (en) (R)     | Clement J. Zablocki (en) (D)  | Andrew Biemiller (en) (D)      | John W. Byrnes (en) (R)  | Frank B. Keefe (en) (R)      | Reid F. Murray (en) (R)    | Alvin O'Konski (en) (R)      | Merlin Hull (en) (R)        |                              |
| 82e (1951-1953) | Glenn Robert Davis (en) (R)          | Gardner R. Withrow (en) (R)     | Clement J. Zablocki (en) (D)  | Charles J. Kersten (en) (R)    | John W. Byrnes (en) (R)  | William K. Van Pelt (en) (R) | Reid F. Murray (en) (R)    | Alvin O'Konski (en) (R)      | Merlin Hull (en) (R)        |                              |
| 83e (1953-1955) | Glenn Robert Davis (en) (R)          | Gardner R. Withrow (en) (R)     | Clement J. Zablocki (en) (D)  | Charles J. Kersten (en) (R)    | John W. Byrnes (en) (R)  | William K. Van Pelt (en) (R) | Melvin Laird (R)           | Alvin O'Konski (en) (R)      | Merlin Hull (en) (R)        |                              |
| 83e (1953-1955) | Glenn Robert Davis (en) (R)          | Gardner R. Withrow (en) (R)     | Clement J. Zablocki (en) (D)  | Charles J. Kersten (en) (R)    | John W. Byrnes (en) (R)  | William K. Van Pelt (en) (R) | Melvin Laird (R)           | Alvin O'Konski (en) (R)      | Lester Johnson (en) (D)     |                              |
| 84e (1955-1957) | Glenn Robert Davis (en) (R)          | Gardner R. Withrow (en) (R)     | Clement J. Zablocki (en) (D)  | Henry S. Reuss (en) (D)        | John W. Byrnes (en) (R)  | William K. Van Pelt (en) (R) | Melvin Laird (R)           | Alvin O'Konski (en) (R)      |                             |                              |
| 85e (1957-1959) | Donald Edgar Tewes (en) (R)          | Gardner R. Withrow (en) (R)     | Clement J. Zablocki (en) (D)  | Henry S. Reuss (en) (D)        | John W. Byrnes (en) (R)  | William K. Van Pelt (en) (R) | Melvin Laird (R)           | Alvin O'Konski (en) (R)      |                             |                              |
| 86e (1959-1961) | Gerald T. Flynn (en) (D)             | Gardner R. Withrow (en) (R)     | Clement J. Zablocki (en) (D)  | Henry S. Reuss (en) (D)        | John W. Byrnes (en) (R)  | William K. Van Pelt (en) (R) | Melvin Laird (R)           | Alvin O'Konski (en) (R)      | Robert Kastenmeier (en) (D) |                              |
| 87e (1961-1963) | Henry C. Schadeberg (en) (R)         | Vernon Wallace Thomson (en) (R) | Clement J. Zablocki (en) (D)  | Henry S. Reuss (en) (D)        | John W. Byrnes (en) (R)  | William K. Van Pelt (en) (R) | Melvin Laird (R)           | Alvin O'Konski (en) (R)      | Robert Kastenmeier (en) (D) |                              |
| 88e (1963-1965) | Henry C. Schadeberg (en) (R)         | Vernon Wallace Thomson (en) (R) | Clement J. Zablocki (en) (D)  | Henry S. Reuss (en) (D)        | John W. Byrnes (en) (R)  | William K. Van Pelt (en) (R) | Melvin Laird (R)           | Alvin O'Konski (en) (R)      | Robert Kastenmeier (en) (D) |                              |
| 89e (1965-1967) | Lynn E. Stalbaum (en) (D)            | Vernon Wallace Thomson (en) (R) | Clement J. Zablocki (en) (D)  | Henry S. Reuss (en) (D)        | John W. Byrnes (en) (R)  | John A. Race (en) (D)        | Melvin Laird (R)           | Alvin O'Konski (en) (R)      | Robert Kastenmeier (en) (D) | Glenn R. Davis (en) (R)      |
| 90e (1967-1969) | Henry C. Schadeberg (en) (R)         | Vernon Wallace Thomson (en) (R) | Clement J. Zablocki (en) (D)  | Henry S. Reuss (en) (D)        | John W. Byrnes (en) (R)  | William A. Steiger (en) (R)  | Melvin Laird (R)           | Alvin O'Konski (en) (R)      | Robert Kastenmeier (en) (D) | Glenn R. Davis (en) (R)      |
| 91e (1969-1971) | Henry C. Schadeberg (en) (R)         | Vernon Wallace Thomson (en) (R) | Clement J. Zablocki (en) (D)  | Henry S. Reuss (en) (D)        | John W. Byrnes (en) (R)  | William A. Steiger (en) (R)  | Melvin Laird (R)           | Alvin O'Konski (en) (R)      | Robert Kastenmeier (en) (D) | Glenn R. Davis (en) (R)      |
| Dave Obey (D)   | Henry C. Schadeberg (en) (R)         | Vernon Wallace Thomson (en) (R) | Clement J. Zablocki (en) (D)  | Henry S. Reuss (en) (D)        | John W. Byrnes (en) (R)  | William A. Steiger (en) (R)  |                            | Alvin O'Konski (en) (R)      | Robert Kastenmeier (en) (D) | Glenn R. Davis (en) (R)      |
| 92e (1971-1973) | Les Aspin (D)                        | Vernon Wallace Thomson (en) (R) | Clement J. Zablocki (en) (D)  | Henry S. Reuss (en) (D)        | John W. Byrnes (en) (R)  | William A. Steiger (en) (R)  |                            | Alvin O'Konski (en) (R)      | Robert Kastenmeier (en) (D) | Glenn R. Davis (en) (R)      |

### Depuis 1973
Le Wisconsin perd son 10e représentant après le recensement de 1970 et son 9e siège après recensement de 2000.
| Congrès          | 1er district            | 2e district                 | 3e district                | 4e district                  | 5e district             | 6e district                 | 7e district        | 8e district                  | 9e district             |
| ---------------- | ----------------------- | --------------------------- | -------------------------- | ---------------------------- | ----------------------- | --------------------------- | ------------------ | ---------------------------- | ----------------------- |
| 93e (1973-1975)  | Les Aspin (D)           | Robert Kastenmeier (en) (D) | Vernon W. Thomson (en) (R) | Clement J. Zablocki (en) (D) | Henry S. Reuss (en) (D) | William A. Steiger (en) (R) | Dave Obey (D)      | Harold V. Froehlich (en) (R) | Glenn R. Davis (en) (R) |
| 94e (1975-1977)  | Les Aspin (D)           | Robert Kastenmeier (en) (D) | Alvin Baldus (en) (D)      | Clement J. Zablocki (en) (D) | Henry S. Reuss (en) (D) | William A. Steiger (en) (R) | Dave Obey (D)      | Robert J. Cornell (en) (D)   | Bob Kasten (R)          |
| 95e (1977-1979)  | Les Aspin (D)           | Robert Kastenmeier (en) (D) | Alvin Baldus (en) (D)      | Clement J. Zablocki (en) (D) | Henry S. Reuss (en) (D) | William A. Steiger (en) (R) | Dave Obey (D)      | Robert J. Cornell (en) (D)   | Bob Kasten (R)          |
| 96e (1979-1981)  | Les Aspin (D)           | Robert Kastenmeier (en) (D) | Alvin Baldus (en) (D)      | Clement J. Zablocki (en) (D) | Henry S. Reuss (en) (D) | Tom Petri (en) (R)          | Dave Obey (D)      | Toby Roth (en) (R)           | Jim Sensenbrenner (R)   |
| 97e (1981-1983)  | Les Aspin (D)           | Robert Kastenmeier (en) (D) | Steve Gunderson (R)        | Clement J. Zablocki (en) (D) | Henry S. Reuss (en) (D) | Tom Petri (en) (R)          | Dave Obey (D)      | Toby Roth (en) (R)           | Jim Sensenbrenner (R)   |
| 98e (1983-1985)  | Les Aspin (D)           | Robert Kastenmeier (en) (D) | Steve Gunderson (R)        | Clement J. Zablocki (en) (D) | Jim Moody (en) (D)      | Tom Petri (en) (R)          | Dave Obey (D)      | Toby Roth (en) (R)           | Jim Sensenbrenner (R)   |
| 98e (1983-1985)  | Les Aspin (D)           | Robert Kastenmeier (en) (D) | Steve Gunderson (R)        | Jerry Kleczka (en) (D)       | Jim Moody (en) (D)      | Tom Petri (en) (R)          | Dave Obey (D)      | Toby Roth (en) (R)           | Jim Sensenbrenner (R)   |
| 99e (1985-1987)  | Les Aspin (D)           | Robert Kastenmeier (en) (D) | Steve Gunderson (R)        |                              | Jim Moody (en) (D)      | Tom Petri (en) (R)          | Dave Obey (D)      | Toby Roth (en) (R)           | Jim Sensenbrenner (R)   |
| 100e (1987-1989) | Les Aspin (D)           | Robert Kastenmeier (en) (D) | Steve Gunderson (R)        |                              | Jim Moody (en) (D)      | Tom Petri (en) (R)          | Dave Obey (D)      | Toby Roth (en) (R)           | Jim Sensenbrenner (R)   |
| 101e (1989-1991) | Les Aspin (D)           | Robert Kastenmeier (en) (D) | Steve Gunderson (R)        |                              | Jim Moody (en) (D)      | Tom Petri (en) (R)          | Dave Obey (D)      | Toby Roth (en) (R)           | Jim Sensenbrenner (R)   |
| 102e (1991-1993) | Les Aspin (D)           | Scott L. Klug (en) (R)      | Steve Gunderson (R)        |                              | Jim Moody (en) (D)      | Tom Petri (en) (R)          | Dave Obey (D)      | Toby Roth (en) (R)           | Jim Sensenbrenner (R)   |
| 103e (1993-1995) | Les Aspin (D)           | Scott L. Klug (en) (R)      | Steve Gunderson (R)        | Tom Barrett (D)              |                         | Tom Petri (en) (R)          | Dave Obey (D)      | Toby Roth (en) (R)           | Jim Sensenbrenner (R)   |
| 103e (1993-1995) | Peter W. Barca (en) (D) | Scott L. Klug (en) (R)      | Steve Gunderson (R)        | Tom Barrett (D)              |                         | Tom Petri (en) (R)          | Dave Obey (D)      | Toby Roth (en) (R)           | Jim Sensenbrenner (R)   |
| 104e (1995-1997) | Mark Neumann (R)        | Scott L. Klug (en) (R)      | Steve Gunderson (R)        | Tom Barrett (D)              |                         | Tom Petri (en) (R)          | Dave Obey (D)      | Toby Roth (en) (R)           | Jim Sensenbrenner (R)   |
| 105e (1997-1999) | Mark Neumann (R)        | Scott L. Klug (en) (R)      | Ron Kind (D)               | Tom Barrett (D)              | Jay W. Johnson (D)      | Tom Petri (en) (R)          | Dave Obey (D)      |                              | Jim Sensenbrenner (R)   |
| 106e (1999-2001) | Paul Ryan (R)           | Tammy Baldwin (D)           | Ron Kind (D)               | Tom Barrett (D)              | Mark Green (en) (R)     | Tom Petri (en) (R)          | Dave Obey (D)      |                              | Jim Sensenbrenner (R)   |
| 107e (2001-2003) | Paul Ryan (R)           | Tammy Baldwin (D)           | Ron Kind (D)               | Tom Barrett (D)              | Mark Green (en) (R)     | Tom Petri (en) (R)          | Dave Obey (D)      |                              | Jim Sensenbrenner (R)   |
| 108e (2003-2005) | Paul Ryan (R)           | Tammy Baldwin (D)           | Ron Kind (D)               | Jim Sensenbrenner (R)        | Mark Green (en) (R)     | Tom Petri (en) (R)          | Dave Obey (D)      |                              |                         |
| 109e (2005-2007) | Paul Ryan (R)           | Tammy Baldwin (D)           | Ron Kind (D)               | Jim Sensenbrenner (R)        | Mark Green (en) (R)     | Tom Petri (en) (R)          | Dave Obey (D)      | Gwen Moore (D)               |                         |
| 110e (2007-2009) | Paul Ryan (R)           | Tammy Baldwin (D)           | Ron Kind (D)               | Jim Sensenbrenner (R)        | Steve Kagen (en) (D)    | Tom Petri (en) (R)          | Dave Obey (D)      | Gwen Moore (D)               |                         |
| 111e (2009-2011) | Paul Ryan (R)           | Tammy Baldwin (D)           | Ron Kind (D)               | Jim Sensenbrenner (R)        | Steve Kagen (en) (D)    | Tom Petri (en) (R)          | Dave Obey (D)      | Gwen Moore (D)               |                         |
| 112e (2011-2013) | Paul Ryan (R)           | Tammy Baldwin (D)           | Ron Kind (D)               | Jim Sensenbrenner (R)        | Sean Duffy (R)          | Tom Petri (en) (R)          | Reid Ribble (R)    | Gwen Moore (D)               |                         |
| 113e (2013-2015) | Paul Ryan (R)           | Mark Pocan (D)              | Ron Kind (D)               | Jim Sensenbrenner (R)        | Sean Duffy (R)          | Tom Petri (en) (R)          | Reid Ribble (R)    | Gwen Moore (D)               |                         |
| 114e (2015-2017) | Paul Ryan (R)           | Mark Pocan (D)              | Ron Kind (D)               | Jim Sensenbrenner (R)        | Sean Duffy (R)          | Glenn Grothman (R)          | Reid Ribble (R)    | Gwen Moore (D)               |                         |
| 115e (2017-2019) | Paul Ryan (R)           | Mark Pocan (D)              | Ron Kind (D)               | Jim Sensenbrenner (R)        | Sean Duffy (R)          | Glenn Grothman (R)          | Mike Gallagher (R) | Gwen Moore (D)               |                         |